# Ataxocerithium huttoni
Ataxocerithium huttoni là một loài ốc biển, kích thước trung bình, là động vật thân mềm chân bụng sống ở biển trong họ Cerithiidae.